# Éramos Seis (filme)
Éramos Seis é um filme argentino de 1945, baseado no romance homônimo brasileiro, de Maria José Dupré, dirigido por Carlos Borcosque.

## Sinopse
A película, filmada em preto e branco, conta a história de Dona Lola, que em primeira pessoa narra as lutas e dificuldades de sua família, constituída por seu marido Júlio e os quatro filhos do casal. A trama se passa na primeira metade do século XX, entre as décadas de 1920 e 1940, coincidindo com o final da República Velha e a Segunda Guerra Mundial. 

## Outras adaptações
- Éramos Seis (1958) — primeira versão televisionada protagonizada por Gessy Fonseca, sendo exibida pela RecordTV.
- Éramos Seis (1967) — segunda adaptação, sendo protagonizada por Cleyde Yáconis e transmitida pela Rede Tupi.
- Éramos Seis (1977) — terceira versão novamente exibida pela Rede Tupi e com Nicette Bruno como protagonista.
- Éramos Seis (1994) — quarta versão com Irene Ravache como protagonista, desta vez transmitida pelo SBT.
- Éramos Seis (2019) — quinta versão com Glória Pires e exibida pela Rede Globo.